# بولشه‌آبیشوو
بولشه‌آبیشوو (انگلیسی: Bolsheabishevo) یک شهرک در شهرستان خایبولینسکی استان باشقیرستان کشور روسیه است.